# Roberto DeVicenzo
Roberto DeVicenzo (* 14. April 1923 in Villa Ballester, Buenos Aires, Argentinien; † 1. Juni 2017) war ein Profigolfer. Bereits im Alter von 15 Jahren schlug er diese Berufslaufbahn ein und errang mit 21 seinen ersten von insgesamt neun Argentine-Open-Titeln.
Das Urbild eines Golfers der 1950er-Jahre gewann, laut Angabe der World Golf Hall of Fame, die erstaunliche Anzahl von weltweit mehr als 230 Turnieren im Laufe seiner Karriere. Sein einziger Major-Sieg gelang DeVicenzo 1967 bei der Open Championship gegen die anstürmenden Konkurrenten Jack Nicklaus und Gary Player.
Er vertrat Argentinien 17-mal beim Canada Cup und dessen Nachfolgebewerb, dem World Cup, wobei er sein Land 1953 sogar zum Sieg führen konnte.
Auch als Seniorgolfer war DeVicenzo in den Anfängen der Senior PGA Tour sehr erfolgreich. Er gewann etliche Turniere, darunter zwei Senior Majors.
In der Golfwelt unvergessen bleibt sein Missgeschick beim Masters 1968. DeVicenzo signierte nach der Finalrunde seine Scorekarte (mitgeschrieben von seinem Flightpartner Tommy Aaron), die für das 17. Loch eine 4 auswies, obwohl er dort tatsächlich ein Birdie 3 gespielt hatte. Nach den Golfregeln bleibt jedoch ein einmal unterzeichnetes Ergebnis unverrückbar bestehen (unterzeichnet man ein besseres Score, wird man disqualifiziert). Ohne diesen Fehler wäre DeVicenzo schlaggleich mit Bob Goalby gewesen, und beide hätten ein 18-Loch playoff am nächsten Tag bestreiten müssen. Sein danach folgender Kommentar wurde berühmt wegen der treffenden Schlichtheit: "Was bin ich nur für ein Trottel!" 

## Auszeichnungen
1970 bekam DeVicenzo den Bob Jones Award, die höchste Auszeichnung der United States Golf Association in Anerkennung herausragender Sportlichkeit. 1989 wurde er in die Ruhmeshalle des Weltgolfs, World Golf Hall of Fame, aufgenommen.